# 布里韦加
布里韦加，是西班牙卡斯蒂利亚-拉曼恰瓜达拉哈拉省的一个市镇。总面积296平方公里，总人口2794人（2001年），人口密度9人/平方公里。